# Big Blues
Big Blues är ett album med Jimmy Witherspoon från 1997, samma år som Witherspoon dog.

## Låtlista
1. "You Got Me Runnin'"
2. "Whiskey Drinking Woman"
3. "Once There Lived a Fool"
4. "Just a Dream"
5. "Lotus Blossom"
6. "Big Boss Man"
7. "Nobody Knows You When You're Down and Out"
8. "That's the One"
9. "Let's Think Awhile"
10. "Swing on It"
11. "Point"
12. "Snow Was Falling"

## Medverkande
- Jimmy Witherspoon - sång
- Jim Mullen - gitarr
- Peter King - altsaxofon
- Mike Carr - piano, elpiano, orgel
- Harold Smith - trummor